# Virginia Slims of Oklahoma 1992
Il Virginia Slims of Oklahoma 1992 è stato un torneo di tennis giocato sul cemento indoor. 
È stata la 7ª edizione del torneo, che fa parte della categoria Tier IV nell'ambito del WTA Tour 1992. 
Si è giocato al The Greens Country Club di Oklahoma City negli USA, dal 17 al 23 febbraio 1992.

## Campionesse

### Singolare
Zina Garrison ha battuto in finale  Lori McNeil con il punteggio di 7–5, 3–6, 7–6

### Doppio
Lori McNeil /  Nicole Bradtke hanno battuto in finale  Katrina Adams /  Manon Bollegraf con il punteggio di 3–6, 6–4, 7–6(6)